# Cyphostemma marojejyense
Cyphostemma marojejyense är en vinväxtart som beskrevs av Desc.. Cyphostemma marojejyense ingår i släktet Cyphostemma och familjen vinväxter. Inga underarter finns listade i Catalogue of Life.